# 张家界西站
张家界西站位于中华人民共和国湖南省张家界市永定区武陵山大道，2019年12月26日投入使用，经过铁路有黔常铁路和张吉怀高速铁路。車站設計融合了張家界的風景特色及土家族的人文特色。